# Kestrel (Raketentriebwerk)

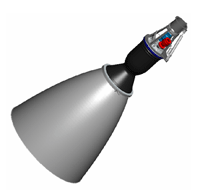
Zeichnung des Kestrel-Triebwerks

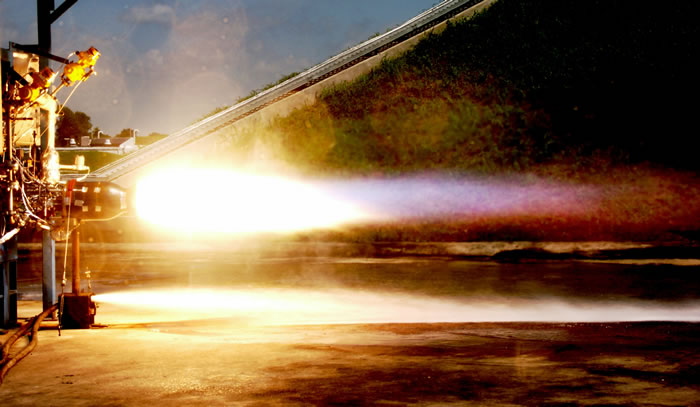
Testlauf eines Kestrel-Triebwerks

Das Raketentriebwerk Kestrel (englisch für den Buntfalken, Turmfalken und verschiedene andere kleine Falkenarten) ist ein druckgefördertes LOX-/RP-1-Flüssigkeitsraketentriebwerk, welches von der US-amerikanischen Firma SpaceX für die Anwendung in der Oberstufe der Rakete Falcon 1 entwickelt wurde.

## Beschreibung des Triebwerks
Das Triebwerk Kestrel benutzt dieselbe Einspritzgeometrie wie das SpaceX Merlin, es hat im Gegensatz zu diesem Hauptstufentriebwerk jedoch keine Turbopumpe. Der Treibstoff wird alleine durch den Tankdruck gefördert.
Die Brennkammer sowie der engste Querschnitt der Düse sind ablativ gekühlt, während die eigentliche Düse aus einer hochfesten Niob-Legierung besteht und radiativ gekühlt wird. Im Vergleich zu kohlenstofffaserverstärktem Kohlenstoff weist das Metall eine höhere Resistenz gegenüber Rissbildung auf. Laut SpaceX verformen kleine Einschläge (Weltraummüll, Stufentrennung) das Material nur, dieses hat jedoch keinen großen Einfluss auf das Triebwerksverhalten.
Die Effizienz des eingesetzten Druckgases Helium wird durch die Benutzung eines Wärmetauschers aus Titan erheblich erhöht. Dieser befindet sich an der Grenze zwischen ablativem Material und der Niob-Legierung der Düse.
Schubvektorsteuerung (nicken und gieren) wird durch elektro-mechanische Aktuatoren am oberen Teil des Triebwerks realisiert. Rollen (sowie Lageregelung während ballistischer Phasen) wird durch Helium-Kaltgastriebwerke bereitgestellt.
Um die Wiederzündbarkeit des Triebwerks zu garantieren, wird ein TEA-TEB-System zur Zündung verwendet. Durch die Wiederzündbarkeit lässt sich eine höhere Flexibilität bei der Missionsplanung sowie bei der Höhe und Inklination des Zielorbits erreichen.

## Kestrel 2
Das Kestrel 2 ist eine verbesserte Version des ursprünglichen Kestrel-Triebwerks. Die Änderungen betreffen u. a. eine Verringerung der Fertigungstoleranzen, einen höheren spezifischen Impuls (ISP), sowie eine reduzierte Eigenmasse.

## Daten und Leistungskennzahlen
| Parameter                    | Kestrel 2                                                        |
| ---------------------------- | ---------------------------------------------------------------- |
| Hersteller, Land             | SpaceX, USA                                                      |
| Typ                          | Oberstufenantrieb, druckgefördertes Flüssigkeitsraketentriebwerk |
| Treibstoffe                  | LOX / RP-1                                                       |
| Vakuumschub                  | 31 kN                                                            |
| Spezifischer Impuls (Vakuum) | 317 s                                                            |
| Brennkammerdruck             | 9300 hPa (9,3 bar)                                               |
| Verhältnis Schub zu Gewicht  | 65                                                               |
| Gewicht                      | 52 kg                                                            |

Quellen: 